# Thorsteinn Egilson
Thorsteinn Egilson (Thorsteinn, fils d'Egill) est un chef islandais de la seconde moitié du Xe siècle, godi de Borg, et un personnage apparaissant dans plusieurs sagas. Il est l'un des ancêtres de l'écrivain Snorri Sturluson.
Thorsteinn est né vers 945 d'un héros, le scalde Egill Skallagrimsson, et de son épouse Asgerdr dans l'ouest d'une Islande encore païenne. Son père l'apprécie peu mais, ses deux autres fils étant morts jeunes, c'est à lui qu'il cède ses prérogatives et son domaine quand l'âge arrive. Thorsteinn épouse alors une jeune veuve de grande famille, Jofridr de Hlif, présente dans la "Saga de Thorir aux Poules". Elle va lui donner dix enfants mais Thorsteinn aura aussi deux fils illégitimes.
Vers 975, Thorsteinn entre en conflit avec son voisin Steinarr pour un petit pâturage. Il lui tuera coup sur coup deux esclaves avant de le faire condamner avec l'aide d'Egill. S'ensuivra un combat où périront notamment les fils ainés des deux hommes, tous deux âgés de dix ans. Steinarr sera finalement banni.
Thorsteinn tient aussi une place importante dans la "Saga de Gunnlaug Langue de Serpent" dont le héros, jeune scalde élevé un temps à Borg, va éprouver pour Helga la Belle, la fille de son hôte, un amour qui sera le moteur du récit.
Dans sa vieillesse, Thorsteinn sera un des premiers chefs du pays à accepter le christianisme. Il fit construire sur son domaine l'église dans laquelle l'enterra son successeur Skuli quand il mourut vers 1005.